# Moskvitin
Moskvitin je priimek več oseb:
- I. M. Moskvitin, umetnik? (slika I. Serova)
- Ivan Moskvitin, ruski raziskovalec (ok. 1600)
- Jurij Moskvitin (1938-2005), glasbenik, filozof in znanstvenik
- Peter Fjodorovič Moskvitin, sovjetski general